# Actinoseta chelisparsa
Actinoseta chelisparsa är en kräftdjursart som beskrevs av Louis S. Kornicker 1958. Actinoseta chelisparsa ingår i släktet Actinoseta och familjen Cylindroleberididae. Inga underarter finns listade i Catalogue of Life.